# Колимска планинска земя
Колѝмската планинска земя (Колимски хребет, Гидан) (на руски: Колымское нагорье, Колымский хребет, Гыдан) е планинска земя, в Североизточна Азия, в южната, югоизточната и източната част на Магаданска област, югозападната част на Чукотски автономен окръг и крайната северозападна част на Камчатски край на Русия. Простира се от югозапад (около границата на Магаданска област с Хабаровски край) на североизток (изворната област на река Анадир) на протежение от 1300 km. На запад се свързва с хребета Сунтар-Хаята, а на североизток – с Анадирското плато Представлява планинска система състояща се от хребети, плата и вериги, отделящи водосборния басейн на река Колима от реките вливащи се в Тихия океан.
В югозападната ѝ част преобладават плата, къси хребети и отделни гранитни масиви с височина 1500 – 1800 m. На североизток следват редица хребети, разделени от тектонски падини – Маймаджински хребет (до 1809 m), Олско плато, пресечено от Колимската магистрала, Сеймчано-Буюндинска падина, Омсукчански хребет (до 1962 m, 61°34′55″ с. ш. 155°19′38″ и. д. / 61.581944° с. ш. 155.327222° и. д., на 100 km южно от сгт Омсукчан), Омсукчанска падина, Коркодонски хребет (до 1884 m), Кедонски хребет (до 1661 m), Горнокедонска котловина, Конгински хребет (до 1561 m), Мологдински хребет (до 1644 m) и др. Между реките Коркодон (десен приток на Колима) и Олой (десен приток на Омолон) е разположен платообразния Омолонски масив изграден от протерозойски гнайси и кристалинни шисти.
Западните части на планинската земя са изградени основно от алевролити и пясъчници с пермска, триаска и юрска възраст, а в източните преобладават ефузивните седименти. С многочислените гранитни интрузии с мезозойска възраст са свързани находищата на злато, калай и редки метали. В падините са открити залежи на каменни и кафяви въглища и находища на термални води. От северните и северозападните склонове на Колимската планинска земя водят началото си множество десни притоци на Колима: Бахапча, Буюнда, Балигичан, Сугой, Коркодон с притока си Булун, Омолон с притоците си Кегали, Молонгда, Кедон и Олой. Реките, водещи началото си от южните и югоизточни склонове се вливат в Охотско море и са по-къси: Тауй, Яна, Ола, Яма, Гижига, Парен, Пенжина.
По северните и северозападните склонове на Колимската планинска земя климатът е рязко континентален с мразовита зима (средна януарска температура –40 °C) и сухо лято (средна юлска температура 8-10 °C). Южните и югоизточните склонове са по-влажни със студена зима (средна януарска температура –20 °C), а лятото е хладно и влажно (средна юлска температура 4 °C). Около 2/3 от територията на планинската земя е безлесна (планинска мъхово-лишейна тундра и кедров клек). Падините и долните части на хребетите на височина до 500 m на север и до 800 m на юг са покрити с редки лиственични гори, а по дъната на долините има малки крайречни гори.

## Национален атлас на Русия
- Чукотка[2]